# Johann von Sachsen (1498–1537)

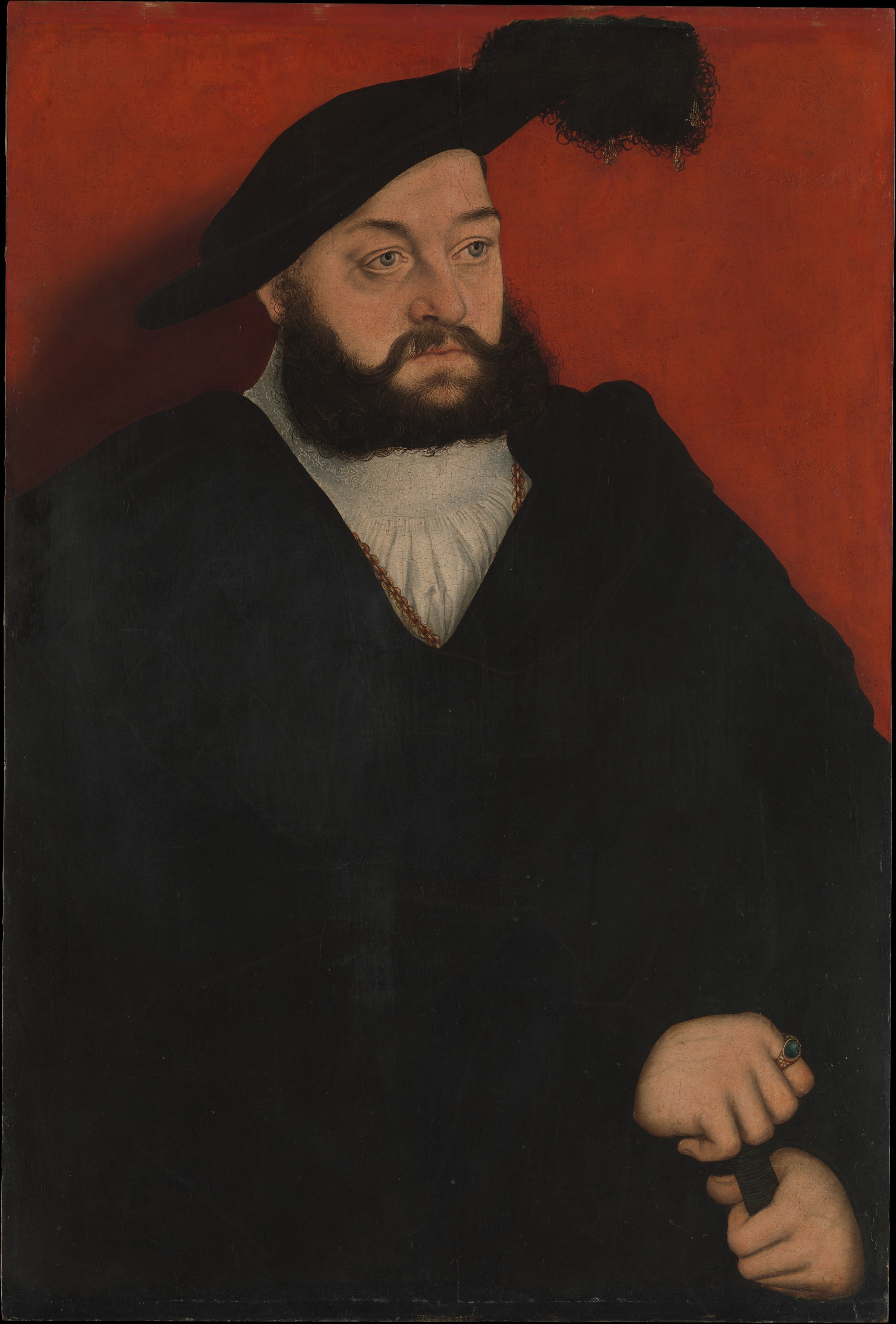
Johann von Sachsen auf einem Gemälde von Lucas Cranach dem Älteren, ca. 1537, Metropolitan Museum of Art

Johann von Sachsen (* 24. August 1498 in Dresden; † 11. Januar 1537 ebenda) auch Johann der Jüngere oder Hans von Sachsen genannt, war Erbprinz des Herzogtums Sachsen aus der albertinischen Linie der Wettiner.

## Leben
Johann war der zweitälteste Sohn des Herzogs Georg von Sachsen (1471–1539) aus dessen Ehe mit Barbara (1478–1534), Tochter des Königs Kasimir IV. von Polen. Sein älterer Bruder war noch als Säugling verstorben. Der Prinz wurde auf Grund der guten Beziehungen seines Vaters zu den Habsburgern gemeinsam mit dem späteren Kaiser Karl V. in Brüssel erzogen. Bereits in früher Jugend wurde Johann durch seinen Vater in die Regierungsgeschäfte einbezogen, er entwickelte allerdings schon bald einen Hang zum Müßiggang, interessierte sich mehr für Essen, Alkohol und Feierlichkeiten.
Sein Vater Georg beredete mit Landgraf Wilhelm II. von Hessen am 8. März 1505 die zukünftige Heirat seines damals siebenjährigen Sohnes Johann (genannt Hans) mit der dreijährigen Elisabeth von Hessen (1502–1557) und erhielt dafür 25.000 Gulden Ehegeld. Die Heirat fand am 20. Mai 1516 in Kassel statt. Die den lutherischen Lehren zuneigende Schwester Philipps des Großmütigen geriet schon bald in Widerspruch zu ihrem streng katholischen Ehemann und dessen Eltern. Johann soll Martin Luther bestellt haben, wenn sein Vater eisern gegen ihn sei, so wäre er, wenn er zur Regierung käme, stählern. Nach der Entgegnung Luthers, er würde den Tod seines Vaters sicher nicht erleben, soll Johann schwermütig geworden und schließlich schwer erkrankt verstorben sein.
Noch an Johanns Totenbett disputierten seine Frau und sein Vater religiöse Fragen. Elisabeth führte auf ihrem Wittum in Rochlitz schließlich die Reformation ein. Johanns Ehe war kinderlos geblieben. Er ist im Meißner Dom bestattet.